# Malacochersus tornieri
tartaruga-panqueca (Malacochersus tornieri) é uma espécie de tartaruga de concha plana na família Testudinidae. A espécie é nativa da Tanzânia e Quênia. Seu nome comum refere-se à forma plana de sua casca.

## Etimologia
Tanto o nome específico,  tornieri , e um nome comum alternativo,  'tartaruga de Tornier' , são em homenagem ao zoólogo alemão Gustav Tornier.

## Descrição
A tartaruga-panqueca tem uma casca invulgarmente fina, plana e flexível, que tem até  17.8 cm de comprimento. Enquanto os ossos da carapaça da maioria das outras tartarugas são sólidos, a tartaruga panqueca tem ossos da carapaça com muitas aberturas, tornando-a mais leve e ágil do que outras tartarugas. A carapaça (concha superior) é marrom, frequentemente com um padrão variável de linhas escuras radiantes em cada escuteira (placa da concha), ajudando a camuflar a tartaruga em seu habitat natural seco. O plastrão (concha inferior) é amarelo pálido com costuras marrom-escuras e raios amarelos claros, e a cabeça, membros e cauda são marrom-amarelados. Seu perfil bizarro, achatado e parecido com uma panqueca torna esta tartaruga um animal muito procurado em coleções zoológicas e privadas, levando à sua superexploração na natureza.

## Distribuição e habitat
M. tornieri é nativa do sul do Quênia e norte e leste da Tanzânia, e uma população introduzida também pode ocorrer em Zimbabwe.